# Borgo Flora
Borgo Flora is een plaats (frazione) in de Italiaanse gemeente Cisterna di Latina.